# Michelle de Saubonne
Michelle de Saubonne, född 1485, död 1549 i Saintonge, var en fransk hovfunktionär, konstmecenat och protestantisk humanist.
Hon var dotter till Denis de Saubonne och gifte sig 1507 med Jean IV de Parthenay. 
Hon var hovfröken hos Frankrikes drottning Anna av Bretagne 1505-1507. Hon blev en av Annas favoriter bland hovdamerna och fick en inflytelserik ställning med ansvar för dennas linne och juveler, och tillsammans med den andra favoriten, Hélène de Laval, fungerade hon som sekreterare och organisatör av oratoriska tävlingar vid hovet. Hon var känd för sin humanistiska bildning, agerade som mecenat till Bernard Palissy, och presenterade Jean Marots verk för Anna. Hon undervisade sina barn i grekiska och latin och gjorde dem till protestanter. 1510 utsågs hon till guvernant för Renée av Frankrike. 
Hon förvisades från hovet av kungen år 1515 för att hon hade motsatt sig annekteringen av Bretagne och för att hon då var känd som protestant. När Renée blev hertiginna av Ferrara kallades hon dit 1528. Hon tvingades dock lämna det igen sedan Renée tvingats ta avstånd från protestantismen.  